# 재미한인
재미 동포(在美 同胞, 영어: Koreans in the United States)은 재미 한국인과 한국계 미국인 등을 통틀어 지칭하는 말이다. 재미 동포 인구는 주로 로스앤젤레스, 샌프란시스코, 뉴욕 등의 도시 지역에 집중된 경향이 있다.

## 같이 보기
- 미국의 이민
- 코리아타운
- 한국계 미국인
- 재일한인
- 재중한인
- 자버 마켓(Jobber Market)
- 미주한인